# Красногвардейский район (Москва)
Красногвардейский район — упразднённый район Москвы, существовавший с 1969 года по 1991 год. Занимал восток нынешнего Южного административного округа.

## Население
| 169 433 | 450 369 | 660 496 |

Крупнейший район Москвы в 1989 году. Население — 660 496 человек.

## Интересные факты
- Население района было больше, чем в Северо-Осетинской АССР или Камчатской области.
- По названию района, одна из построенных на его территории новых станций Московского метрополитена получила в 1985 году название «Красногвардейская».
- С 1936 г. по 1960 г. Красногвардейский район существовал в центре Москвы.